# Paszowice (gromada)
Paszowice – dawna gromada, czyli najmniejsza jednostka podziału terytorialnego Polskiej Rzeczypospolitej Ludowej w latach 1954–1972.
Gromady, z gromadzkimi radami narodowymi (GRN) jako organami władzy najniższego stopnia na wsi, funkcjonowały od reformy reorganizującej administrację wiejską przeprowadzonej jesienią 1954 do momentu ich zniesienia z dniem 1 stycznia 1973, tym samym wypierając organizację gminną w latach 1954–1972.
Gromadę Paszowice z siedzibą GRN w Paszowicach utworzono – jako jedną z 8759 gromad na obszarze Polski – w powiecie jaworskim w woj. wrocławskim, na mocy uchwały nr 14/54 WRN we Wrocławiu z dnia 2 października 1954. W skład jednostki weszły obszary dotychczasowych gromad Paszowice, Jakuszowa i Kłonice ze zniesionej gminy Paszowice oraz Zębowice ze zniesionej gminy Mściwojów w tymże powiecie. Dla gromady ustalono 24 członków gromadzkiej rady narodowej.
1 stycznia 1970 z gromady Paszowice wyłączono część terenów wsi Paszowice o powierzchni 4,39 ha oraz część terenów wsi Zębowice o powierzchni 9,28 ha, włączając je do miasta Jawora w tymże powiecie.
Gromada przetrwała do końca 1972 roku, czyli do kolejnej reformy gminnej. 1 stycznia 1973 w powiecie jaworskim reaktywowano gminę Paszowice.